# Sascha Alexander Geršak

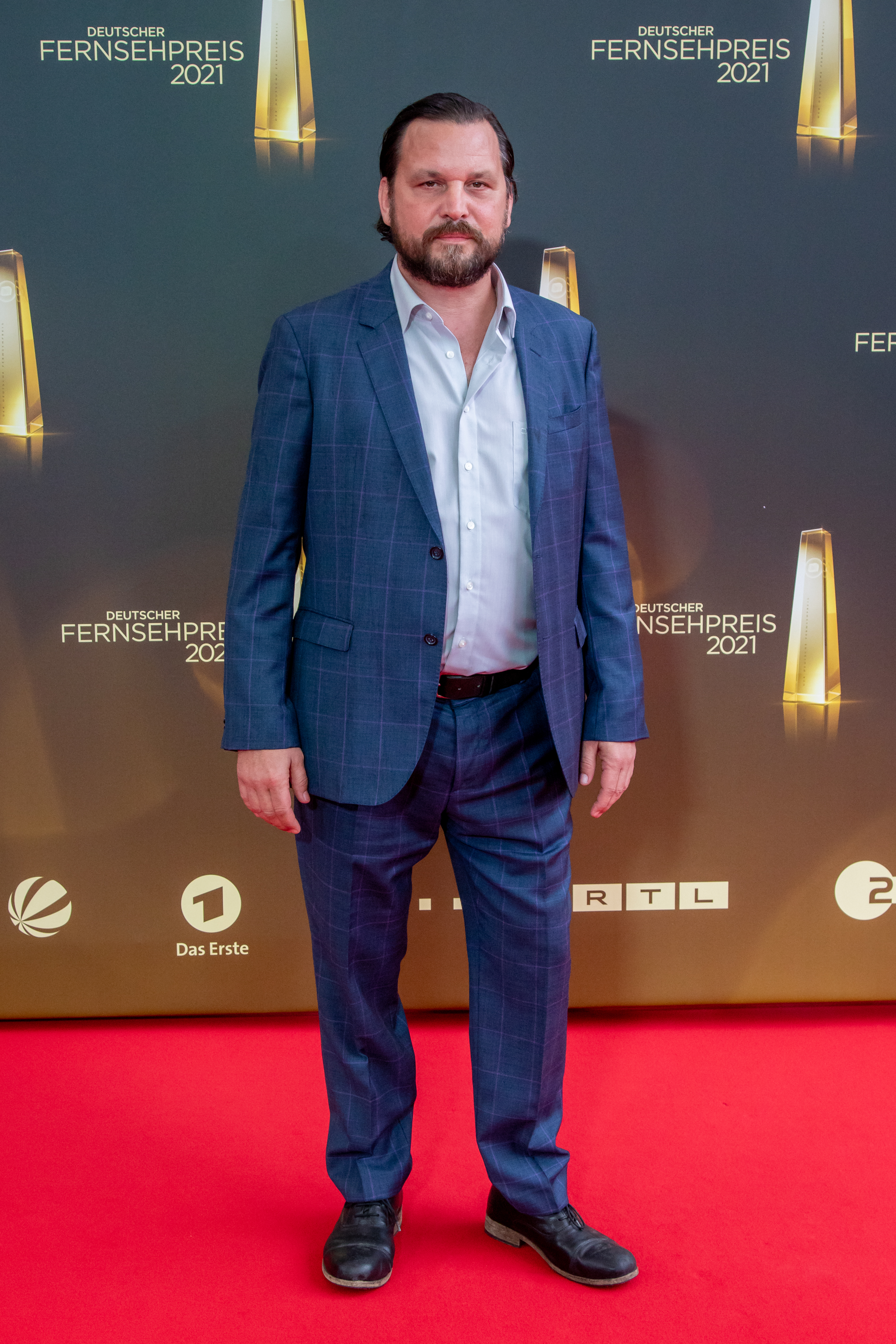
Sascha Alexander Geršak bei der Verleihung des Deutschen Fernsehpreises 2021

Sascha Alexander Geršak (* 20. Mai 1975 in Balingen) ist ein deutscher Schauspieler.

## Biografie

### Ausbildung und Theaterarbeit
Sascha Alexander Geršak wurde als Kind slowenischer Eltern in Balingen geboren, wo er auch aufwuchs. Von 2000 bis 2003 ließ er sich an der European Film Actor School (EFAS) in Zürich zum Schauspieler ausbilden.
Ab 2004 trat Geršak als Theaterschauspieler vor allem an Zürcher Bühnen in Erscheinung. Erstes Lob seitens der Fachkritik erhielt er für seine wiederholte Zusammenarbeit mit dem Regisseur und Videokünstler David Hera, der ihn u. a. als Pete in Harold Pinters Zwerge an der Zürcher Bunkr!-Bühne (2003) sowie in der Titelrolle von Howie the Rookie an der Exil-Bühne des Schauspielhauses Zürich (2004) besetzte. Weitere Rollen waren u. a. die des Odysseus (Odysseus Akte XXXL, Schaffhausen 2003), Bertolt Brechts (Bei Anruf Avantgarde, Freischwimmerfestival Zürich 2005), die eines cholerischen Bordellwirts (Hund frisst Hund, München 2006) oder des Seeräubers Blutsvente (Pippi auf Takatuka, Theater Freiburg 2006). 2008 wurde Geršak für seine Leistung als Tayomaro in dem Stück Rashomon: Truth lies next Door der schweizerisch-deutschen Gruppe „mikeska:plus:blendwerk“ mit dem Darstellerpreis des Internationalen Fajr-Theaterfestivals im iranischen Teheran geehrt. Ebenfalls am Schauspielhaus Zürich gehörte er 2009/10 zum Ensemble von Heike M. Goetzes Warum läuft Herr R. Amok? nach Rainer Werner Fassbinder, während er zuletzt für die Rote Fabrik Zürich in Fluch der Freiheit (2011, Regie: Tobias Bühlmann) und Time is on your side (2013, Regie: Corsin Gaudenz) auf der Bühne stand.

### Film- und Fernsehkarriere
Parallel zu seiner Arbeit am Theater erschien Geršak in verschiedenen Kurzfilmen und gab 2007 in Simon Kellers Tragikomödie Sonntag sein Spielfilmdebüt. In der schweizerisch-deutschen Koproduktion war er als Krankenpfleger zu sehen, der einer suizidgefährdeten Patientin (dargestellt von Sandra Maria Schlegel) zur Flucht aus der psychiatrischen Klinik verhilft. Daraufhin folgten Kleinst- und Nebenrollen im deutschen Fernsehen, darunter die des gewalttätigen Zuhälters Kolja in Dominik Grafs preisgekrönter Krimiserie Im Angesicht des Verbrechens sowie die eines Gefängnisinsassen und Geiselnehmers in der Münchner Tatort-Folge Die Heilige mit Miroslav Nemec und Udo Wachtveitl (beide 2010).

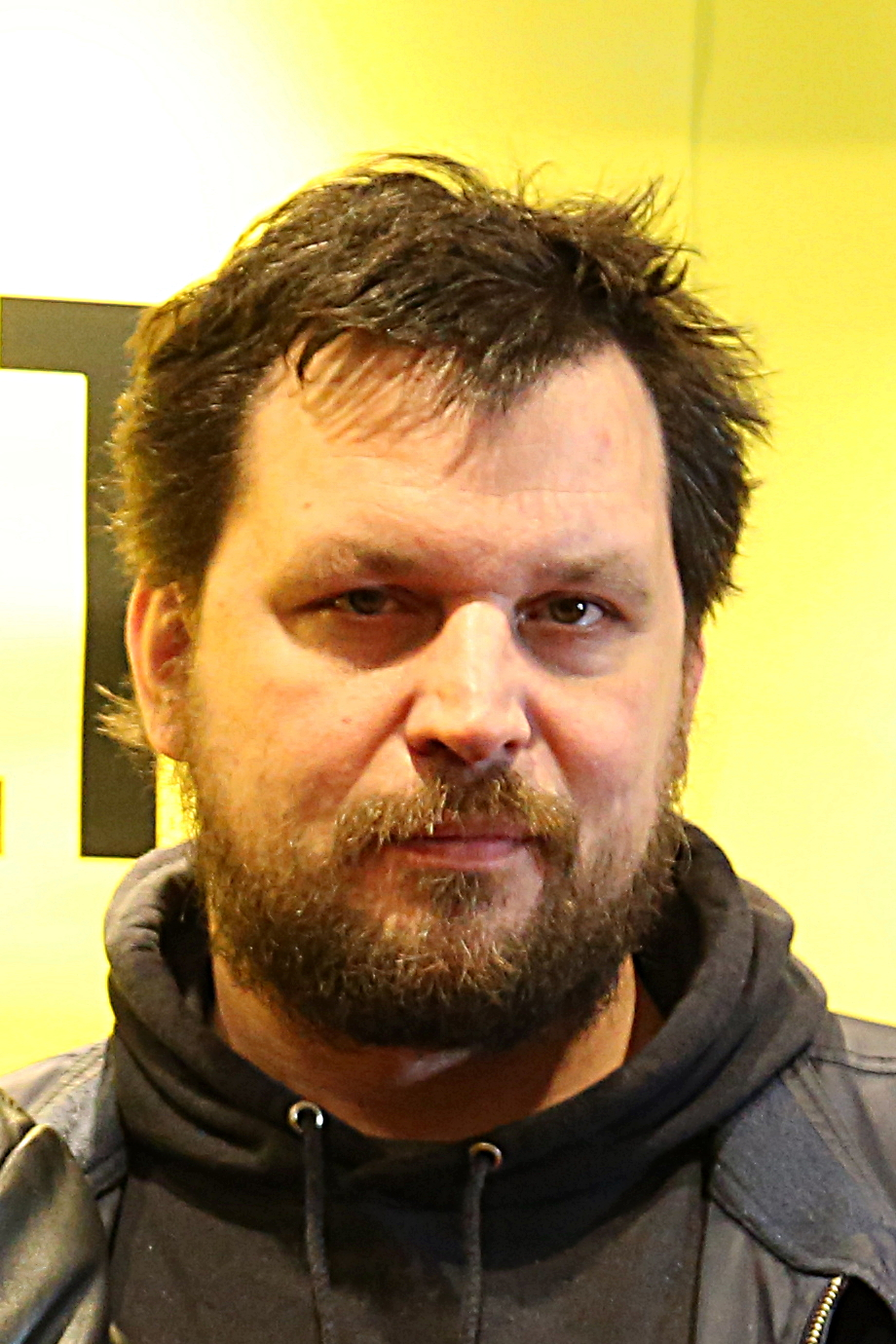
Sascha Alexander Gersak bei der Premiere von Volt in Nordrhein-Westfalen (2017)

Einem größeren deutschsprachigen Publikum wurde Geršak im Herbst 2011 durch seine Verpflichtung für Stefan Schallers Spielfilmdebüt 5 Jahre Leben bekannt, die nach einem viermonatigen Casting-Verfahren vergeben wurde. In dem Drama übernahm er die Hauptrolle des Deutsch-Türken Murat Kurnaz, der Ende des Jahres 2001 als vermeintlicher Terrorist in Pakistan verhaftet und ins Gefangenenlager Guantanamo verschleppt wurde. Während der Dreharbeiten des Kinofilms, der die perfiden US-amerikanischen Verhörmethoden und die Folgen von Isolationshaft, Folter und Willkür aufzeigt, nahm Geršak eigenen Angaben zufolge 20 Kilogramm an Gewicht ab und sprach von der bis dahin schwierigsten Rolle seines Lebens. 5 Jahre Leben startete 2013 in den deutschen Kinos und brachte ihm großes Lob seitens der Fachkritik sowie 2014 eine Nominierung für den Deutschen Filmpreis als bester Hauptdarsteller ein. Im selben Jahr erhielt Geršak rückwirkend sowohl für seine Darstellung des Murat Kurnaz als auch seine Leistung in Katrin Gebbes Spielfilmdebüt Tore tanzt (2013) den Preis der Deutschen Filmkritik, die ihn für sein physisches Spiel mit vollem Körpereinsatz als Opfer bzw. Täter pries. Im letztgenannten Drama ist er als sadistisches Familienoberhaupt zu sehen, das seine Stieftochter sowie den titelgebenden frommen und entwurzelten Jungen (dargestellt von Gro Swantje Kohlhof und Julius Feldmeier) missbraucht. Im März 2018 spielte er in dem ARD-Zweiteiler Gladbeck in einer Hauptrolle einen der beiden seinerzeitigen Geiselnehmer, Hans-Jürgen Rösner. Für seine Rolle des sadistischen Gelegenheitsarbeiters Markus Wegner in Polizeiruf 110: Der Verurteilte wurde Geršak 2021 mit dem Deutschen Fernsehkrimipreis in der Kategorie bester Darsteller ausgezeichnet.
Sascha Alexander Geršak ist Vater von drei Kindern und lebt mit seiner Familie in Berlin. Er hat einen älteren Bruder, Nikolai Geršak, der Kantor der Kirche St. Nikolaus in Friedrichshafen ist, und eine jüngere Schwester, Silvia Elvers; die ebenfalls Kirchenmusikerin in Kaufering ist.

## Filmografie (Auswahl)
- 2007: Sonntag
- 2008: Kommissar Süden und der Luftgitarrist (Fernsehfilm)
- 2010: Im Angesicht des Verbrechens (Fernsehserie)
- 2010: Tatort: Die Heilige (Fernsehreihe)
- 2011: Tango (Kurzfilm)
- 2011: Viva Berlin! (Fernsehserie)
- 2012: Stolberg – Krieger (Fernsehserie, eine Folge)
- 2012: Wir waren Könige (Spielfilm)
- 2013: Tatort: Macht und Ohnmacht
- 2013: 5 Jahre Leben
- 2013: Alarm für Cobra 11 – Die Autobahnpolizei (Fernsehserie, 1 Folge)
- 2013: Tore tanzt
- 2014: Der Geruch von Erde (Fernsehfilm)
- 2014: Tatort: Kaltstart
- 2014: Das Ende der Geduld
- 2014: Götz von Berlichingen (Fernsehfilm)
- 2014: Winterkartoffelknödel
- 2015: Tatort: Hydra
- 2015: Tatort: Frohe Ostern, Falke
- 2015: Engel unter Wasser
- 2015: Die getäuschte Frau
- 2015: Blochin – Die Lebenden und die Toten (TV-Miniserie)
- 2015: Vertraue mir
- 2015: Polizeiruf 110: Kreise
- 2015: Outside the Box
- 2015: Die Eisläuferin
- 2016: Tatort: Im gelobten Land
- 2016: Auf kurze Distanz
- 2016: Marie Brand und die Spur der Angst
- 2016: Die Mitte der Welt
- 2016: Volt
- 2016: Auf einmal
- 2016: Nachtschicht – Ladies First
- 2017: Somewhere in Tonga
- 2017: Der Hauptmann
- 2017: Antimarteria
- 2017: Die Puppenspieler
- 2017: Rewind – Die zweite Chance
- 2018: Tatort: Der kalte Fritte
- 2018: Bad Banks (Fernsehserie)
- 2018: Gladbeck
- 2018: Sankt Maik (Fernsehserie)
- 2018: jerks. (Fernsehserie)
- 2018: Der Amsterdam-Krimi: Tod in der Prinzengracht
- 2018: Lost Dreams
- 2018: Tatort: Bombengeschäft
- 2018: Wo kein Schatten fällt
- 2019: Axel der Held
- 2019: Der gute Bulle: Friss oder stirb (Fernsehfilm)
- 2019: Unschuldig
- 2019: Blind ermittelt – Das Haus der Lügen (Alternativtitel: Der Feuerteufel von Wien)
- 2019: Tatort: Väterchen Frost
- 2019: Schneewittchen und der Zauber der Zwerge
- 2020: Kids Run
- 2020: Spreewaldkrimi: Zeit der Wölfe
- 2020: Wir können nicht anders
- 2020: Polizeiruf 110: Der Verurteilte
- 2021: Fünf nach Zwölf (Kurzfilm)
- 2021: Die Toten von Marnow (Fernsehserie)
- 2021: Jesus Egon Christus
- 2022: Tatort: Gier und Angst
- 2022: Euer Ehren (Fernsehserie)
- 2022: Landkrimi – Steirerstern (Fernsehreihe)
- 2022: Tatort: Die Rache an der Welt
- 2022: Over & Out
- 2023: Die Flut – Tod am Deich (Fernsehfilm)
- 2023: German Genius (Fernsehserie)
- 2023: Spreewaldkrimi: Bis der Tod euch scheidet
- 2023: Black Box
- 2024: Frisch
- 2024: Finsteres Herz – Die Toten von Marnow 2 (Fernsehserie)
- 2024: Achtsam Morden (Fernsehserie, 4 Folgen)

## Hörspiele
- 2018/2019: Caiman Club (WDR)[12]
- 2021: Murat & Costa: Aufpassen! (WDR)[13]
- 2024: Edgar Linscheid und Stuart Kummer: GRЁUL 2 – Die Legende lebt (Hörspiel – WDR)[14]
- 2024: Tove Jansson: Die Mumins (Hörspiel – WDR)[15]

## Auszeichnungen
- 2008: Darstellerpreis des Internationalen Fajr-Theaterfestivals für Rashomon: Truth lies next Door
- 2013: Preis der Deutschen Filmkritik für 5 Jahre Leben und Tore tanzt in der Kategorie Bester Darsteller
- 2014: Nominierung für den Deutschen Filmpreis für 5 Jahre Leben in der Kategorie Beste darstellerische Leistung – männliche Hauptrolle
- 2018: Darstellerpreis des Internationalen Film Festivals Milano MIFF in der Kategorie Bester Hauptdarsteller für Somewhere in Tonga
- 2018: Nominierung für den Deutschen Schauspielpreis in der Kategorie Bester Schauspieler in einer Hauptrolle für Gladbeck
- 2018: Deutscher Regiepreis Metropolis in der Kategorie Bester Hauptdarsteller für Gladbeck und Somewhere in Tonga
- 2019: Nominierung für den Deutschen Fernsehpreis in der Kategorie Bester Schauspieler für Gladbeck
- 2021: Deutscher Fernsehpreis 2021 in der Kategorie Bester Schauspieler für Polizeiruf 110 – Der Verurteilte sowie für Die Toten von Marnow[16]
- 2021: Deutscher Fernsehkrimipreis als Bester Schauspieler für seine Rolle in „Polizeiruf 110 – Der Verurteilte“ (MDR)